# Chundelka
Chundelka (Apera) je rod trav, tedy z čeledi lipnicovitých (Poaceae). Jedná se o jednoleté byliny. Jsou trsnaté. Stébla jsou 10–120 cm vysoká. Listy jsou ploché, 1–10 mm široké, na vnější straně listu se při bázi nachází jazýček. Květy jsou v kláscích, které tvoří bohatou latu s tenkými větévkami. Klásky jsou zboku smáčklé, zpravidla 1 květé, vzácněji 2–3 květé. Na bázi klásku jsou 2 plevy, které jsou většinou nestejné, vzácněji téměř stejné, bez osin. Pluchy jsou osinaté, osina dlouhá, mnohem delší než plucha. Plušky je asi stejně dlouhé jako pluchy, dvoukýlné nebo nikoliv. Plodem je obilka. Na Zemi se vyskytují pouze 3–4 druhy v Evropě a v Asii, odkud se rozšířily i jinam.

## Druhy rostoucí v Česku

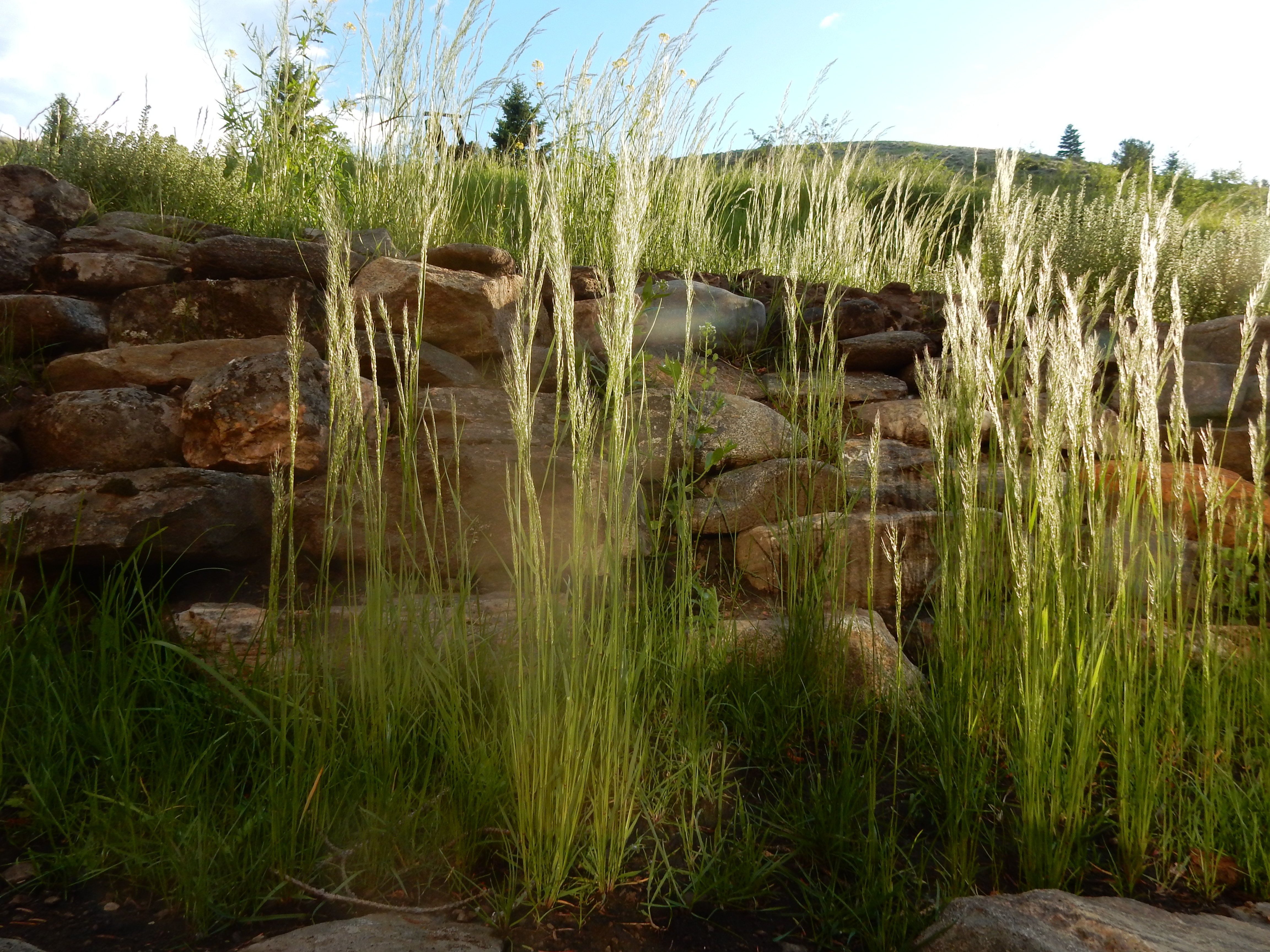
Apera interrupta na terasách opuštěné zahrady v zaniklé hornické osadě Pony ve státě Montana (USA)

V České republice rostou v současné době 2 druhy z rodu chundelka. Jedním z nich je hojná chundelka metlice (Apera spica-venti), která se vyskytuje zpravvidla jako plevel v obilovinách. Kdysi rostla na jižní Moravě  také vzácná chundelka přetrhovaná (Apera interrupta), která však na původním stanovišti zcela vymizela. Později se však tato rostlina nečekaně objevila na opuštěných haldách kladenského dolu Mayrau.